# Eurazja (czasopismo)
Eurazja – czasopismo wydawane przez warszawski Ośrodek Studiów Wschodnich w latach 1994–1997. Poświęcone było problematyce regionu Europy Wschodniej, Kaukazu i Azji Centralnej. Zawierało pogłębione analizy dotyczące sytuacji politycznej, gospodarczej i społecznej państw poradzieckich oraz wywiady ze znanymi politykami, intelektualistami i ekspertami. Pismo zaplanowane było jako miesięcznik, jednak ukazywało się nieregularnie. Łącznie wydanych zostało dziewięć numerów.
Eurazja uznawana była za jeden z najważniejszych projektów analityczno-edytorskich w historii OSW. Dostarczana była do administracji państwowej, ale zarazem miała "wszelkie cechy wyrafinowanego edycyjnie periodyku analitycznego na bardzo wysokim poziomie merytorycznym. Eurazja stała się centrum refleksji analitycznej środowiska zgrupowanego wokół Ośrodka".

## Autorzy
Na łamach pisma publikowali autorzy zarówno z Polski, państw byłego ZSRR oraz Zachodu. Wśród nich byli m.in.: Jacek Cichocki, Wojciech Jagielski, Dawid R. Marples, Tadeusz A. Olszański, Katarzyna Pełczyńska-Nałęcz, Wojciech Zajączkowski, Jan Rowiński, Tadeusz Świętochowski, Siergiej Karaganow, Wołodymyr Kułyk, Witalij Portnikow, Wsiewołod Czaplin, Arif Junosow, James Sherr, Dmitrij Trenin, Andrzej Grajewski, Marina Pawłowa-Silwanska, Roman Szporluk, Walerij Karbalewicz, Janusz Cisek, Iwan Łysiak-Rudnycki, Jakub M. Godzimirski. 
Eurazja publikowała również klasyczne teksty dotyczące polskiej polityki wschodniej. Jako pierwszy periodyk po 1989 przypomniała postać Włodzimierza Bączkowskiego, w tym jego słynny artykuł z 1935 Nie jesteśmy ukrainofilami. Tekst wprowadzający napisał Jerzy Giedroyc. 